# Cléopâtre III
Sauf précision contraire, les dates de cet article sont sous-entendues « avant l'ère commune » (AEC), c'est-à-dire « avant Jésus-Christ ».
Pour les articles homonymes, voir Cléopâtre.
Cléopâtre III Évergète, reine d’Égypte, est la fille de Ptolémée VI Philométor et de Cléopâtre II et la sœur de Ptolémée VII Néos Philopator et de Cléopâtre Théa, reine de Syrie. Sans doute est-elle née vers 161/160 avant notre ère.

## Généalogie
Vers 144, son oncle Ptolémée VIII Évergète II , frère et second époux de sa mère, la viole[réf. nécessaire] et l'épouse. Il lui donne la primauté, ce qui conduit les deux Cléopâtre (la mère et la fille) à la mésentente. En quatorze ans, elle lui donne deux garçons, Ptolémée IX et Ptolémée X, et au moins trois filles : Cléopâtre Tryphaena, Cléopâtre IV et Cléopâtre V Séléné Ire . Peut-être est-elle aussi la mère d'une Bérénice, épouse du grand prêtre de Ptah.
La succession de ces naissances est mal connue : Ptolémée IX naît vers 143/142 (sa mère le place sous la protection du taureau Apis), Cléopâtre Tryphaena entre 140 et 135 et Cléopâtre Séléné entre 135 et 130.

## Biographie
Vers 132, Cléopâtre III et son oncle-époux sont chassés d’Égypte par Cléopâtre II. Ils reprennent vite pied dans l'arrière-pays, mais Cléopâtre II n'est délogée d'Alexandrie qu'en 129. Finalement, Ptolémée VIII et Cléopâtre III se réconcilient avec Cléopâtre II qui reprend sa place au palais. Le trio royal est reconstitué. Cléopâtre III gouverne en s'appuyant sur les Juifs d'Alexandrie.
Ptolémée VIII meurt en 116 : dans son testament, il laisse le trône à Cléopâtre III et au fils qu'elle choisira. Cléopâtre III proclame son préféré, le cadet Ptolémée X Alexandre. Mais le peuple d'Alexandrie s'y oppose et impose à la reine d'appeler son fils aîné, Ptolémée IX. Elle s'incline, mais l'oblige à répudier sa sœur Cléopâtre IV qui lui dispute la préséance. Elle la remplace par son autre sœur : Cléopâtre Séléné. La co-régence entre Ptolémée IX et sa mère est houleuse : finalement, vers 107, Cléopâtre III réussit à le chasser et à le remplacer par Ptolémée X. Elle tente de le déloger de Chypre, où il s'est réfugié, mais échoue. Ptolémée IX tente d'intervenir dans les affaires de Syrie, soutenant Antiochos IX contre Antiochos VIII. Cléopâtre III décide de le contrer en montant contre lui une grande expédition et en donnant la main de sa fille Séléné à Antiochos VIII. Les succès de Cléopâtre III inquiètent les Juifs qu'elle a pourtant toujours favorisés. Elle doit regagner l’Égypte et se réconcilier avec son fils Ptolémée X Alexandre avec qui elle était également, entre-temps, entrée en désaccord. Elle disparaît à l'automne 101, peut-être assassinée par son fils cadet, Ptolémée X Alexandre, âgée d'environ soixante ans.